# Future Lover
Future Lover ist ein Lied der armenischen Sängerin Brunette. Mit dem Titel vertrat sie Armenien beim Eurovision Song Contest 2023 in Liverpool.

## Hintergrund
Der Song wurde von Elen Jeremjan selbst geschrieben. Es handelt sich um einen Popsong, der in den ersten 1:20 Minuten als Soul-Ballade beginnt, sich dann aber zu einem Midtempo-Song entwickelt. Sprechgesang tritt hinzu, und der Song endet in einem „opulenten Finale“. Das Lied wird teils auf Englisch, teils auf Armenisch gesungen, erstmals seit 2018 wieder. Im Songtext geht es um einen Liebhaber, den die Protagonistin noch nicht getroffen hat. Sie wünscht sich etwa, mit ihm alte Buchläden besuchen wie auch Smoothies trinken zu können. Sie beschreibt, wie sie von jemandem hypnotisiert ist, den sie noch gar nicht getroffen hat.
Der Song wurde als vorletzter Song des ESC 2023 am 15. März des Jahres veröffentlicht. Der Titel wurde intern vom armenischen Fernsehen ausgewählt.

## Beim Eurovision Song Contest
Armenien nahm mit dem Titel am 67. Eurovision Song Contest teil, der vom 9. bis 13. Mai 2023 stattfand. Future Lover wurde dem zweiten Halbfinale zugelost, startet dort an zweiter Stelle und qualifizierte sich mit 99 Punkten auf dem sechsten Platz für das Finale. Mit der Startnummer 17 im Finale erhielt der Song insgesamt 122 Punkte von der Jury und den Zuschauern und erreichte damit den 14. Platz.